# Honda en Turismo Competición 2000
Honda resultó ser la primera marca japonesa en interesarse por el Turismo Competición 2000. Junto con el nuevo reglamento 1997 (que introducía los motores de 16 válvulas y la carrocería similar a los coches de calle), aparece el primer equipo oficial de filial argentina de la marca.
Los pilotos Omar Martínez, Juan Manuel Silva y José María López fueron campeones del TC 2000 con Honda. Otros pilotos destacados con la marca han sido Juan María Traverso, Marcelo Bugliotti y Leonel Pernía.

## Inicio arrasador
Dos cupé Civic fueron preparadas bajo la estructura de Pro Racing para los pilotos Omar Martínez y Luis Soppelsa constituyendo el Honda Racing. En el debut se incendió el auto de Martínez pero esta primera temporada fue productiva dado que se llegó a la victoria.
Un año después Honda fue por más y contrató a Juan María Traverso para ir en busca del título, también se incorpora Juan Manuel Silva a la estructura.
La supremacía fue absoluta, entre los tres autos ganaron 20 carreras, 18 poles y 22 récords de vuelta en 28 carreras.
El título quedaba en manos de Martínez y Traverso se iba al nuevo equipo Mitsubishi.
Ante tal superioridad en 1999 el reglamento limita la participación a los modelos de 4 puertas, el equipo Honda debe presentar ese modelo pero la competitividad no decae y Silva se queda con el torneo por sobre su compañero de equipo Omar Martínez.
En este campeonato surgen como ganadores Marcelo Bugliotti, Nelson García y Lucas Armelini preparados por Pro Racing (una suerte de equipo B).

## En búsqueda del título
La competitividad decaería en los siguientes campeonatos produciéndose la separación del Honda Racing (con Víctor Rosso y Monti a la cabeza) del equipo Pro Racing (el cual sigue hasta 2002 con coches de la marca para luego representar oficialmente a Chevrolet).
Durante 2002 y 2003 a Silva lo acompaña Guillermo Ortelli, sumándose Martin Basso como tercer integrante del equipo, los autos continuaron siendo ganadores pero ya no pudieron repetir el título.
El fuerte auspicio de Petrobras llevó al equipo a buscar variantes para volver a campeonar, en 2004 se suma el joven Maximiliano Merlino al equipo (luego reemplazado por Fabián Yannantuoni) en lugar de Ortelli pero no se logra pelear tan arriba el torneo.
El mayor cambio se daba en 2006 cuando se decide hacer dos equipos preparados por Luis Belloso y Miguel Alisi con Diego Aventín, Fabián Yannantuoni, Juan Silva y Carlos Okulovich (h).
El resultado de este cambio marca que fue acertado dado que Silva peleó el torneo hasta el último centímetro perdiendo por 1 punto con Matías Rossi (Chevrolet).
Para 2007 se van del equipo Aventin y Yannantuoni siendo reemplazados por los experimentados Henry Martin (excampeón 1997) y Carlos Cacá Bueno. Después de la tercera carrera del año, se suma al equipo José María López, quien había formado parte del programa de desarrollo de pilotos de Renault y fue probador de la escudería de Fórmula 1 en 2006, pero lo dejaron sin contrato y casi pierde el año. Víctor Rosso, director del equipo Honda, no dudó en sumar a Pechito al equipo. En 2007, fue el mejor piloto de la escudería.
En 2008 Honda dirigido por Víctor Rosso ha resultado campeón 2008 de la mano de José María López y su Honda Civic VIII, dejando en el 2° puesto del campeonato 2008 a Guillermo Ortelli (Renault).

## El retiro de la escudería oficial y la llegada de nuevos logros
En 2009, se produce un importante cambio reglamentario, en el cual todos los vehículos de TC 2000 pasarían a equipar el mismo modelo de motor para todas las marcas: El motor Berta TC 2000. Honda fue la primera marca en oponerse rotundamente a este cambio, explicando que perjudicaría en gran cantidad al rendimiento de sus máquinas. Luego de arduas conversaciones, se solicitó a la categoría la utilización de implementos Honda en este motor. El rechazo de este pedido, desembocó en el retiro del apoyo oficial de Honda a su equipo, pasándole la posta a su máximo patrocinador, la petrolera Petrobras.
A pesar de esta retirada, el rendimiento del equipo campeón no pareció caer como se presumió en un principio, teniendo a sus tres pilotos (José María López, Juan Manuel Silva y Leonel Pernía), peleando palmo a palmo y entre ellos, el título de campeón. Esta batalla, además, generó la primera crisis interna de un equipo de TC 2000, que llegara a alcanzar altos niveles mediáticos. El motivo del mismo, se debía al supuesto favoritismo hacia José María López, expresado por parte de algunos ingenieros del equipo, en desmedro de su compañero Juan Manuel Silva. Este apoyo se vería evidenciado en varias imágenes donde Leonardo Monti, ingeniero jefe de la escudería, aparece constantemente al lado del coche de López. A pesar de los paños fríos puestos por el dueño de la escudería, Víctor Rosso, Silva revela su intención de desvincularse de Honda luego de 11 años representando a la marca. Finalmente, López se consagró campeón de la categoría y se retiraría momentáneamente del TC 2000 con el fin de desembarcar en la Fórmula 1.
En 2010, el Equipo Petrobras se renueva con la incorporación de tres nuevos pilotos: Mariano Altuna, Néstor Girolami y Santiago Ventana. Los tres, acompañarían al subcampeón Leonel Pernía quién quedara solo luego de las partidas de Silva y López. Sin embargo, el fracaso de las negociaciones de José María López, hicieron que el campeón se vuelva al país, donde finalmente fue reincorporado al equipo y la estructura se mantenga nuevamente, con las expectativas renovadas y con las esperanzas intactas de retener el título. Lamentablemente, ese año el equipo se terminaría quedando con un subcampeonato con sabor a derrota, ya que tras haber liderado durante buena parte del Torneo, Leonel Pernía terminaría resignando sus posibilidades ante el piloto Ford Norberto Fontana, quien se llevó el título en la última fecha de la temporada.
En el año 2011, el Equipo Petrobras presentó su nueva alineación con la cual compitió en dicha temporada. Para esta ocasión, fueron confirmados en el equipo los pilotos Leonel Pernía, Mariano Altuna y Néstor Girolami, mientras que su última joya, el cordobés José María López movería el mercado de pases al anunciar su desvinculación de la marca que lo viera debutar, pasando a correr con Fiat. El motivo de esta decisión, tuvo que ver con el contrato que el cordobés mantenía con el equipo Oil Competición, tanto en Turismo Carretera como en el Top Race V6, lo cual era visto por Petrobras como una incompatibilidad, ya que estaba promocionando dos petroleras a la par. Como novedades, nuevamente la escudería pasaba a tener asesoramiento oficial de Honda Racing Argentina, a la vez de conocerse la contratación del piloto Nazareno López, quien corre con una unidad sin apoyo de Petrobras. Al mismo tiempo, Honda Racing anunció su llegada a la Escudería Río de la Plata, a la cual brinda asesoramiento en calidad de semioficial.
De esta forma, junto al Equipo Petrobras, otras escuadras vuelven a presentarse con unidades Honda en esta temporada 2011: La Escudería Río de la Plata (de capitales argentinos y uruguayos, pasaría a denominarse más tarde como Orbis Seguros Racing Team), el Fineschi Racing (de larga trayectoria con la marca, reaparecía este año) y el Riva Racing (equipo particular).

## Súper TC 2000
En 2012, el TC 2000 se transforma en Súper TC 2000 con motores V8, al mismo tiempo que nace el TC 2000 que mantiene el nombre del campeonato pero que es inferior al Súper TC 2000.
En la división mayor, el equipo oficial Honda Argentina es atendido esta temporada por la escudería de Sergio Polze, Sportteam, contratando a los pilotos Gabriel Ponce de León y Ricardo Risatti.
En el TC 2000, la marca estuvo representada por dos equipos: el Pro Rally Team, contando con el pilotaje de Franco Girolami y Antonino García, siendo reemplazados posteriormente por Roberto Falcón y Federico Moisés. El segundo equipo, el Fineschi Racing, contó con una sola unidad New Civic, siendo piloteada por Pablo Otero hasta mitad de temporada, para darle lugar a en la butaca a Juan Manuel Freddi.
Para 2013 se prevé la llegada de Christian Ledesma en reemplazo de Ponce de León al equipo oficial Honda Petrobras Sportteam, y la suma de una tercera unidad que será piloteada por Damián Fineschi. En cuanto que el TC 2000 estará representada por Ricardo Mattar y Roberto Arato en el equipo Pro Rally y Tomás Cingolani, hijo del excampeón de la categoría Daniel Cingolani, con una unidad que será atendida por el Riva Racing.

## Modelos
| Automóvil              | Período           | Motor            | Victorias | Campeonatos-Años |
| ---------------------- | ----------------- | ---------------- | --------- | ---------------- |
| Honda Civic VI Sedán   | 1997 - 1999       | Honda 2.0 16V    | 22        | 1: 1998          |
| Honda Civic VI Sedán   | 1999 - 2002       | Honda 2.0 16V    | 43        | 1: 1999          |
| Honda Civic VII        | 2003 - actualidad | Honda 2.0 16V    | 5         | -                |
| Honda Civic VIII       | 2007 - 2008       | Honda 2.0 16V    | 10        | 1: 2008          |
| Honda Civic VIII-Berta | 2009 - actualidad | Duratec by Berta | 12        | 4: 2009          |
| Civic IX-Berta         | 2012 - actualidad | Duratec by Berta | 1         | 1: 2012          |

## Datos significativos
- Primera victoria :  Río Cuarto 1997 - Fecha 18 - Omar Martínez (Honda Civic cupé)

- Última Victoria :  Río Cuarto 2012 - Fecha 9 - Ricardo Risatti III (Honda Civic IX)

- Sobre fines de 2006 se presentó el modelo Civic 07 de competición en simultáneo con el lanzamiento del modelo de calle, algo sin precedentes en Argentina.

- Juan Manuel Silva es el piloto que más tiempo llevó representando a la marca en TC 2000. Habiéndose incorporado en 1998 y alejado en 2009, totalizó 12 años representando a la marca japonesa en la categoría, con un título en su haber en el año 1999